# Kościół św. Marcina w Sierakowicach (ceglany)
Kościół św. Marcina w Sierakowicach – kościół parafialny pod wezwaniem św. Marcina z Tours w miejscowości Sierakowice na Pomorzu Gdańskim, w diecezji pelplińskiej, ceglany, neogotycki, w latach 1903-2010 stanowiący całość z wcześniejszym, drewnianym kościołem św. Marcina, obecnie osobno stojącym w pobliżu.

## Historia
Parafia rzymskokatolicka w Sierakowicach została erygowana w XIV wieku. W latach 1820–1823, w miejscu kościoła wzniesionego w połowie XVII wieku, zbudowano kolejny kościół drewniany. Gdy pod koniec XIX wieku znacząco wzrosła liczba parafian, zaplanowano stopniową budowę nowego, obszerniejszego. W 1903 roku rozebrano drewnianą wieżę i na jej miejscu postawiono drugi, większy, ceglany korpus i wieżę w stylu neogotyckim. W ciągu kolejnych stu lat kilkakrotnie planowano rozebranie części drewnianej i rozbudowę kościoła z cegły, lecz z różnych powodów tego nie zrealizowano.
W latach 2010–2011 drewniana część kościoła została przeniesiona kilkadziesiąt metrów dalej, na teren dawnego ogrodu parafialnego i tam zrekonstruowana. Równocześnie na jej miejscu zbudowano z cegły dłuższy korpus wraz z prezbiterium i zakrystią, na podstawie planów zatwierdzonych w 1901 roku. Kościół ceglany św. Marcina stanowi jeden z elementów Parku Kulturowego Ośmiu Błogosławieństw w Sierakowicach.

## Wyposażenie
Wszystkie historyczne elementy wnętrza kościoła św. Marcina w Sierakowicach, z wyjątkiem krucyfiksu w kruchcie, zostały przeniesione do kościoła drewnianego. W związku z tym, od tego czasu do 2017 roku trwa wyposażanie kościoła ceglanego. Jego wystrój całkowicie odstaje od neogotyckiej bryły i nawiązuje do stylistyki posoborowej. Zdaniem autora wnętrza, Jarosława Wójcika, właściciela Pracowni Plastycznej w Sierakowicach, sklepienie swym kształtem oraz rozplanowaniem oświetlenia ma przypominać Namiot Spotkania. We wnętrzu nowego ołtarza znajduje się portatyl ze starego, drewnianego ołtarza. W prezbiterium dominuje mozaika przedstawiająca Oblicze Chrystusa z Całunu Turyńskiego.